# Iyonus yuyama
Iyonus yuyama is een hooiwagen uit de familie Podoctidae.